# Judit Elek
Judit Elek, née le 10 novembre 1937 à Budapest (Hongrie), est une réalisatrice et scénariste hongroise.

## Biographie
Née en 1937, rescapée du ghetto de Budapest, étudiante en cinéma à partir de 1956, diplômée de l'École supérieure d'art dramatique et cinématographique de Budapest en 1961, Judit Elek fait partie, aux côtés de personnalités comme István Szabó, Pál Gábor, Imre Gyöngyössy, Ferenc Kardos ou Zsolt Kézdi-Kovács, de la promotion Félix Máriássy de 1956 (dix admis sur 700 candidats s'étant présentés au concours d'entrée à l'École).
Judit Elek se révèle comme une des pionnières les plus importantes du « cinéma direct », issu du documentaire, qu'elle a expérimenté d'abord au studio Béla Balázs puis à Istenmezeje. Sa première expérience de « cinéma direct » date de 1963 avec Rencontre (Találkozás) dont elle dit : « Je voulais filmer mes idées en me servant d'un réel non déterminé par moi, mais par lui seul. »  À travers ses premières réalisations, Judit Elek conçoit le « cinéma direct » « comme un mode d'expression spécifique, susceptible d'appréhender la réalité des êtres et des choses avec une profondeur que ne peut atteindre le cinéma traditionnel, en Hongrie, alors en pleine mutation. »
Son premier long métrage de fiction date de 1969 : La Dame de Constantinople (Sziget a szárazföldön), portrait d'une vieille dame seule obligée de se séparer d'un appartement trop coûteux. Après la réalisation d'Une simple histoire (Egyszerű történet) en 1975, elle abandonne l'expérience de "cinéma direct" parce qu'elle estime en avoir épuisé les potentialités mais surtout par scrupule, car l'intrusion de la caméra dans la vie de ceux qu'elle filme peut, à la fin, les mettre en danger. « Le cinéma joue un rôle dans leur vie même, c'est une responsabilité et, pour le moment, cette responsabilité-là, je n'en veux plus », dit-elle à Françoise Audé pour la revue Positif en janvier 1982.
En 1984, elle tourne La Fête de Maria (Mária-nap) qui est une vibrante interrogation sur un des grands noms de l'histoire hongroise, le poète et patriote Sándor Petőfi. Ce film a été présenté dans la section Un Certain Regard au Festival de Cannes 1984.
« Je suis devenu cinéaste », explique la réalisatrice, « pour pouvoir raconter ce que je vois autour de moi, ce que j'ai vécu, ce que les personnes âgées ont vécu dans ce petit pays, où il semble toujours exister un pouvoir autre que celui que les gens souhaiteraient – idéalement, juste et bon. Pourtant, ils le supportent, car ils le croient en quelque sorte inévitable. Et moi, tel un Don Quichotte au féminin, je me bats pour un combat perdu d'avance, je ne cède pas et j'espère mourir ainsi. Et puis, il y a une autre motivation : le fait qu'après 60 ans de travail, je réalise que mon plus ancien film est toujours vivant et qu'il a un impact sur les gens, s'ils ont la chance de le voir. »
« Son œuvre qui est le fruit d'une exigence inquiète, ne s'accompagne ni de concessions à la mode, ni d'entorses à la vérité. »
En 2023, son court métrage Rencontre est restauré en 4K par le Nemzeti Filmintézet / National Film Institute Hungary (NFI).
Elle fait l'objet d'une rétrospective à la Cinémathèque française à Paris et au Festival Dei Popoli à Florence en Italie en 2024.

## Filmographie partielle
- 1963 : Rencontre (Találkozás), court métrage de 22 min.
- 1966 : Des châteaux et leurs habitants (Kastélyok lakói)
- 1967 : Où finit la vie ? (Meddig él az ember?)
- 1969 : La Dame de Constantinople (Sziget a szárazföldön)
- 1971 : Nous nous sommes rencontrés en 1971 (Találkozunk 1971-ben)
- 1974 : Un Village hongrois (Istenmezején 1972-73-ban)
- 1975 : Une simple histoire (Egyszerű történet)
- 1979 : Peut-être demain (Majd holnap)
- 1980 : Le Procès Martinovics (Viszgálat Martinovics Ignác szászvári apát és társainak ügyében)
- 1984 : La Fête de Maria (Mária-nap)
- 1990 : Mémoires d'un fleuve (Tutajosok), coproduction franco-hongroise.
- 1995 : Ébredés
- 1996 : Dire l'indicible : la quête d'Elie Wiesel (Mondani a mondhatatlant: Elie Wiesel üzenete), documentaire
- 2007 : Le 8e Jour de la semaine (A hét nyolcadik napja)
- 2010 : Visszatérés